# Geira (Schiff)
Die Geira ist eine Fähre des Shetland Islands Council.

## Geschichte
Die Fähre wurde unter der Baunummer 968 auf der Werft Richard Dunston (Hessle) in Hessle gebaut. Die Kiellegung fand am 4. Dezember 1987, der Stapellauf am 14. Juni 1988 statt. Das Schiff wurde 1988 in Dienst gestellt.
Das Schiff wird vom Shetland Islands Council im Fährdienst der Shetlandinseln eingesetzt. Es war das dritte von vier ähnlichen Fähren (Hendra, Fivla, Geira und Bigga), die zwischen 1982 und 1991 in Dienst gestellt wurden. Alle vier Fähren wurden auf unterschiedlichen Werften gebaut.

## Technische Daten und Ausstattung
Das Schiff wird von zwei Viertakt-Achtzylinder-Dieselmotoren des Herstellers Kelvin Diesels (Typ: TASC8) mit jeweils 328 kW Leistung angetrieben. Die Motoren wirken über Untersetzungsgetriebe auf zwei Verstellpropeller. Das Schiff ist mit einem Bugstrahlruder ausgestattet. Für die Stromversorgung an Bord steht ein Dieselgenerator mit 36 kW Leistung zur Verfügung.
Die Fähre verfügt über ein durchlaufendes Fahrzeugdeck. Auf dem Fahrzeugdeck stehen zwei Fahrspuren zur Verfügung, auf denen zehn Pkw Platz finden. Die maximale Achslast auf dem Fahrzeugdeck beträgt 13 t. Das Fahrzeugdeck ist über eine Bug- und eine Heckrampe zugänglich. Am Bug des Schiffes befindet sich ein nach oben aufklappbares Bugvisier. Das Fahrzeugdeck ist im vorderen Bereich mit dem Brückendeck überbaut, auf dem sich das Steuerhaus und zwei offene Nocken befinden. Die Durchfahrtshöhe unter dem Brückendeck beträgt 4,2 Meter. Die Aufenthaltsräume für die Passagiere befinden sich unter dem Fahrzeugdeck.